# États de Dauphiné
Les états de Dauphiné étaient les états provinciaux de la Province du Dauphiné, fondés en 1357, ils sont dissous en 1628 et rétabli à la veille de la Révolution française le 22 octobre 1788 au château de Vizille

## Archives
Les archives des états de Dauphiné sont conservées aux archives départementales de l'Isère.